# RA 1 (Italië)
De RA 1 of Tangenziale di Bologna is een autoweg in Italië. De RA1 vormt als noordelijke ringweg van Bologna de parallelle verbinding tussen de autosnelweg A1, A13 en A14. De RA1 is 22,2 kilometer lang. 